# Del disordine e de' rimedi delle monete nello stato di Milano nel 1762

La prima opera a stampa di Cesare Beccaria Del disordine e de’ rimedi delle monete nello Stato di Milano nel 1762, concerneva la circolazione delle monete d’oro e d’argento. Essa fu pubblicata a Lucca nel luglio del 1762, perché il sovrintendente alla censura dello Stato di Milano ne aveva ostacolato la stampa in patria dato che nell’opera venivano criticati i metodi monetari austriaci allora vigenti. L’opera venne scritta secondo l’ordine geometrico con definizioni, teoremi e corollari. Il suo lavoro non è puramente teorico, ma comprende una seconda parte applicativa ricca di esempi concreti che dimostrano un'accurata conoscenza dei sistemi monetari europei di allora. Vengono innanzitutto definiti i termini di valore e monete: "Il valore è una quantità, che misura la stima che fanno gli uomini delle cose, le monete sono pezzi di metallo che misurano il valore". Una nota, precisa poi, che nel linguaggio delle proporzioni il valore è inversamente proporzionale alla somma delle merci e al numero dei possessori e direttamente proporzionale ai concorrenti, ai tributi, alla mano d’opera e all’importanza del trasporto. L'uso del linguaggio delle proporzioni, mal interpretato nelle edizioni a noi contemporanee, rende incomprensibile il ragionamento di Beccaria. Nelle monete d’oro e d’argento veniva inserito anche un altro metallo, la lega, che poteva essere eliminata solo attraverso la tecnica della raffinazione e sebbene questa tecnica richiedesse una certa spesa, faceva sì d'altra parte che la moneta acquistasse più valore. La proporzione dei metalli in commercio, secondo Beccaria, dipendeva dall’estrazione di questi dalle miniere, mentre la quantità dei metalli esistenti era in base all’avarizia e alla ricerca del lusso. Per spiegare ancor meglio ciò vengono elencati tre teoremi:
1. Una egual quantità di metallo deve corrispondere ad un egual numero di lire in ogni moneta;
2.	Come il totale di un metallo circolante è al totale dell’altro, così una data parte di un metallo deve essere ad una egual parte dell’altro metallo in ogni moneta
3.	Nello stabilire il valor delle monete non si deve considerare che la pura quantità di metallo fino, nessun conto facendo né della lega, né delle spese del montaggio, né della maggiore raffinazione di alcune monete.
Nei corollari Beccaria afferma che, man mano che una nazione si allontanava da questi principi, diminuiva in essa il denaro aumentando i propri debiti. Se non si accresceva la massa monetaria, che è ciò che faceva sviluppare l’industria, si generava la povertà e la miseria. Lo sproporzionato regolamento delle monete impoveriva la nazione e allo stesso modo facevano i banchieri e i negozianti che ricercavano solo il proprio interesse. Quindi nelle monete, come in tutte le cose, il disordine e la confusione sono fatali.

## Edizioni
- Beccaria, C., 1770. Del disordine e de' rimedi delle monete nello Stato di Milano nel 1762. Napoli, Tipografia Giovanni Gravier, 59 p., 4 c. di tav.
- Beccaria, C., 1770.  Opere diverse del marchese Cesare Beccaria Bonesana patrizio milanese. Parte prima (-terza). Napoli, SN, 128 p., [6] c. di tav. ripieg.
- Beccaria, C. 1966.  Scrittori classici italiani di economia politica: parte moderna. Roma: Bizzarri, 194 p., 1 p. di tav. ripieg.